# Marthella trinitatis
Marthella trinitatis ist eine mykoheterotrophe, blattgrünlose Pflanzenart aus der Familie der Burmanniaceae. Sie ist die einzige Art ihrer Gattung. Die Art ist nur ein einziges Mal 1883 auf dem El Tucuche, dem zweithöchsten Berg Trinidads, gesammelt und seither nicht mehr wiedergefunden worden.

## Beschreibung
Marthella trinitatis ist eine aufrecht und krautig wachsende Art und erreicht Wuchshöhen zwischen 3 und 11 Zentimetern. Sie betreibt keine Photosynthese mehr, sondern lebt parasitisch von Pilzen und ist zu ihrer Ernährung vollständig von diesen abhängig.
Die Blütenstandsachsen sind purpurn und unverzweigt, die Blätter schmal-eiförmig bis eiförmig, spitz zulaufend, 1,2 bis 4 Millimeter lang und 0,6 bis 0,7 Millimeter breit.
Die Blütenstände sind entweder endständige Einzelblüten oder gegabelte Wickel, jeder 1,8 bis 2 Millimeter lang und mit zwei bis neun Blüten. Die Blüten sind gelblich und 6 bis 7 Millimeter lang. Die Kapselfrüchte sind umgekehrt-eiförmig, 1,8 bis 2 Millimeter lang und 1,1 bis 1,5 Millimeter breit.
Nektarien sind vorhanden; es handelt sich um hochkomplexe Drüsenstrukturen, bei denen sechs je paarweise miteinander angeordnete, verwachsene Drüsen oberhalb der Fruchtknoten platziert sind.

## Etymologie
Der Name der Gattung ehrt Martha  Urban, geb. Kurtz (1854 – 1920), die Ehefrau des Erstbeschreibers Ignatz Urban. Das Epitheton verweist auf den Fundort Trinidad.